# Миодраг Михаљевић
Миодраг Михаљевић (Београд, 17. новембар 1955) је српски информационо-комуникациони технолог, академик и дописни члан састава Српске академије наука и уметности од 4. новембра 2021.

## Биографија
Завршио је основне студије на Електротехничком факултету Универзитета у Београду 1979, магистратуру 1981. и докторат на Војнотехничкој академији ЈНА у Загребу 1990. године. Радио је на Институту за примењену математику и електронику 1979—1998, као спољни сарадник Математичког института Српске академије науке и уметности 1992—1998. и од 1998, као научни саветник од 1999. и као заменик директора од 2015. Помоћни је уредник Computer Science (Springer) и члан је управног одбора и гостујући уредник Computer Science and Information Systems. Био је члан Матичног одбора за науку ресорних Министарстава Владе Републике Србије 1994—1996, 2002—2003, 2007—2010. и 2011—2016, члан је Европске академије од 2014, оснивач је и руководилац Центра за безбедност и приватност у дигиталном простору од 2017. и дописни је члан Српске академије наука и уметности од 4. новембра 2021. Добитник је медаље рада за вишегодишње радне резултате 1989, награде САНУ за десетогодишња остварења 2013. и укључен је у ранг-листу „2% најбољих светских научника” Универзитета Станфорд 2020. и 2021. године.